# アンヌ・ド・ラヴァル (1385-1466)
アンヌ・ド・ラヴァル（フランス語：Anne de Laval, 1385年 - 1466年1月25日）は、フランスの貴族女性。ラヴァル女領主（在位：1414年 - 1429年）。

## 生涯
アンヌはジャンヌ・ド・ラヴァル＝タンテニアックと、その2番目の夫でブルターニュ総督・ラヴァル男爵ギー12世・ド・ラヴァル（1412年没）の娘である。母ジャンヌの最初の夫はベルトラン・デュ・ゲクランであった。
アンヌはラヴァル女領主、ヴィトレ女男爵、レンヌ、シャティヨン、ガヴル、アキニー、オビニェおよびクルブヴェイユの女伯、タンテニアック、ベシュレルおよびロミエの女領主であった。兄弟であるギーとフランソワの予期せぬ相次ぐ死により、これらすべての称号を継承した。

## 結婚と子女
1404年1月22日、ギー12世・ド・ラヴァルの一人娘で相続人として、アンヌはモンフォールとケルゴレーの領主ジャン・ド・モンフォールと結婚し、子孫から数人の司教やブルターニュ最大の領主を輩出した 。
この結婚の条件の一つは、生まれた子供にはラヴァルの名前と紋章を付けるというものであった（同じ条件が、エマ・ド・ラヴァルとマチュー2世・ド・モンモランシーの結婚でもすでに付けられていた）。夫ジャン・ド・モンフォールは、妻アンヌの相続財産を自らのものとするため、生来の名前と称号を捨てて、ギー13世・ド・ラヴァルと名乗った。ギー13世とアンヌの間には5子が生まれた。
- ジャンヌ（1405年 - 1468年） - 1424年にヴァンドーム伯ルイと結婚[3]
- ギー14世（1406年 - 1486年） - ラヴァル領主
- アンドレ（1408年 - 1486年） - フランス元帥
- ルイ（1411年 - 1489年）
- カトリーヌ（1412年 - 1450年） - ブロス子爵ギー3世・ド・ショヴィニーと結婚